# 南京灵粮堂
南京灵粮堂，全称“中国灵粮世界布道会南京分堂”，坐落在南京市鼓楼区云南路26号。
灵粮堂由原上海宣道会守真堂牧师赵世光创办于1942年，并迅速传播到附近的南京、苏州、杭州三大城市。1946年，南京信徒魏修征女士捐献出南京市第六区云南路26号地产，用于建造灵粮堂南京分堂。1949年8月，上海灵粮总堂派丁锡琛牧师来南京传教布道，后由丁师田、邢莲英牧师负责。1950年，由信徒韩儒倬先生等主持，耗资1200余万元(旧人民币)，于同年建成单砖墙瓦顶礼拜堂。
1958年在大跃进运动中，南京市基督教实行联合礼拜，南京灵粮堂与山西路灵光堂、韩家巷1号的黄泥岗聚会所、黄泥岗中华布道会鼓楼堂等合并，称基督教山西路堂。原灵粮堂教堂建筑则交给国家用于生产建设，改为工厂，先后作为服装厂及制革厂。